# 五藤利弘
五藤 利弘（ごとう としひろ、1968年11月8日 - ）は、日本の脚本家、映画監督。

## 略歴
新潟県長岡市出身。新潟県立長岡向陵高等学校を経て大学在籍中より自主映画の製作・脚本・演出・上映を続ける。
2008年、自身の出身地である新潟県中越地方を舞台とした作品『モノクロームの少女』の企画・監督・脚本を手がけた。
撮影監督は『LOFT』『叫』など、映画監督の黒沢清と組んだ芦澤明子。
2010年9月から10月にかけ、前作同様に新潟県長岡市栃尾地区で主な撮影が行われた映画『ゆめのかよいじ』の監督を務める。
同作品は前作同様に芦澤明子が撮影監督を務めた。石橋杏奈と竹富聖花がダブル主演。
2011年3月18日より27日まで開催の第3回沖縄国際映画祭上映の短編映画『雪の中のしろうさぎ』の脚本・監督を務める。
主演はフットボールアワーの岩尾望と石橋杏奈。

## 監督作品
- 聖・美少女フィギュア伝（2006年） - 兼脚本
- モノクロームの少女（2009年） - 兼脚本・企画
- 雪の中のしろうさぎ（2011年） - 兼脚本
- ゆめのかよいじ（2012年） - 兼脚本
- フェルメールの憂鬱（2012年） - 兼脚本
- 青春Hシリーズ  スターティング・オーヴァー（2013年） - 兼脚本
- 青春Hシリーズ  愛こそはすべて（2014年） - 兼脚本
- ゆめはるか（2014年） - 兼脚本
- 花蓮〜かれん〜（2015年） - 兼脚本
- レミングスの夏（2017年） - 兼脚本
- 美しすぎる議員（2019年） - 兼脚本・企画・編集
- おかあさんの被爆ピアノ（2020年） - 兼脚本・企画・編集
- ほうきに願いを（2021年）- 兼脚本・編集
- 日光物語（2022年）- 兼脚本・企画・編集
- 夜風に吹かれて 〜もうひとつの日光物語〜（2023年）- 兼脚本・企画・編集

五藤利弘監督作品短編集
富士山・河口湖映画祭のグランプリ作品の映像化。
- 鐘楼のふたり（2011年）
- ジョフクの恋（2012年）
- ブーケ 〜a bouquet〜（2013年）
- 春待ちかぼちゃ（2018年）

## 著書
- 五藤利弘『おかあさんの被爆ピアノ』講談社（原著2020年8月3日）。ISBN 978-4065202869。 NCID BC01681422。